# Tour de Utah 2018
La 14.ª edición del Tour de Utah (oficialmente: Larry H. Miller Tour of Utah) se celebró entre el 6 y el 12 de agosto de 2018 con inicio en la ciudad de St. George y final en la ciudad de Park City en el estado de Utah en Estados Unidos. El recorrido consistió de un prólogo y seis etapas sobre una distancia total de 863,9 km.
La carrera hizo parte del circuito UCI America Tour 2018 dentro de la categoría 2.HC y fue ganada por el ciclista estadounidense Sepp Kuss del equipo LottoNL-Jumbo. El podio lo completaron el ciclista belga Ben Hermans del equipo Israel Cycling Academy y el ciclista australiano Jack Haig del equipo Mitchelton-Scott.

## Equipos participantes
Tomaron la partida un total de 17 equipos, de los cuales 5 son de categoría UCI WorldTeam, 6 Profesional Continental y 6 Continentales, quienes conformaron un pelotón de 117 ciclistas de los cuales terminaron 94. Los equipos participantes fueron:
| WorldTeams (5)- BMC Racing Team - EF Education First-Drapac p/b Cannondale - Lotto NL-Jumbo - Mitchelton-Scott - Trek-Segafredo Equipos continentales profesionales (6)- Hagens Berman Axeon - Holowesko-Citadel - Israel Cycling Academy - Nippo-Vini Fantini-Europa Ovini - Rally Cycling - UnitedHealthcare Equipos continentales (6)- 303Project - Aevolo - Elevate-KHS Pro Cycling - Jelly Belly p/b Maxxis - Mobius-BridgeLane - Silber Pro Cycling |
| |

## Recorrido
La carrera consta de un prólogo y seis etapas.
| Etapa     | Fecha     | Recorrido                       | type                    | Distancia (km) | Ganador            | Líder              |
| --------- | --------- | ------------------------------- | ----------------------- | -------------- | ------------------ | ------------------ |
| Prólogo   | 6 de ago  | St. George – St. George         | contrarreloj individual | 5,3            | Tejay van Garderen | Tejay van Garderen |
| 1.ª etapa | 7 de ago  | Cedar City – Cedar City         | etapa de montaña        | 162,5          | Travis McCabe      | Tejay van Garderen |
| 2.ª etapa | 8 de ago  | Payson – Payson                 | etapa de montaña        | 142,6          | Sepp Kuss          | Sepp Kuss          |
| 3.ª etapa | 9 de ago  | Isla Antílope – Layton          | etapa de media montaña  | 167,4          | Travis McCabe      | Sepp Kuss          |
| 4.ª etapa | 10 de ago | Salt Lake City – Salt Lake City | etapa escarpada         | 110,1          | Jasper Philipsen   | Sepp Kuss          |
| 5.ª etapa | 11 de ago | Canyons Resort – Snowbird       | etapa de montaña        | 152,6          | Sepp Kuss          | Sepp Kuss          |
| 6.ª etapa | 12 de ago | Park City – Park City           | etapa de montaña        | 123,4          | Sepp Kuss          | Sepp Kuss          |

## Desarrollo de la carrera

### Prólogo
| St. George - St. George | contrarreloj individual | (5,3 km) |

| \| Clasificación de la etapa \| Clasificación de la etapa \| Clasificación de la etapa \| Clasificación de la etapa \| Clasificación de la etapa \| \| Ciclista \| Ciclista \| Equipo \| Tiempo \| \| \| ------------------------- \| ------------------------- \| ------------------------- \| ------------------------- \| ------------------------- \| \| 1.º \| Tejay van Garderen \| BMC Racing Team \| 6 min 27 s \| \| \| 2.º \| Joey Rosskopf \| BMC Racing Team \| + 4 s \| \| \| 3.º \| Tom Bohli \| BMC Racing Team \| + 6 s \| \| \| 4.º \| Neilson Powless \| LottoNL-Jumbo \| + 7 s \| \| \| 5.º \| Pascal Eenkhoorn \| LottoNL-Jumbo \| + 11 s \| \| \| 6.º \| Serghei Țvetcov \| UnitedHealthcare \| + 11 s \| \| \| 7.º \| Nathan Brown \| EF Education First-Drapac \| + 11 s \| \| \| 8.º \| Travis McCabe \| UnitedHealthcare \| + 12 s \| \| \| 9.º \| Evan Huffman \| Rally Cycling \| + 12 s \| \| \| 10.º \| William Clarke \| EF Education First-Drapac \| + 12 s \| \| |                    |                           |            |
| |                    |                           |            |
| |                    |                           |            |
| Clasificación de la etapa |                    |                           |            |
| Ciclista | Ciclista           | Equipo                    | Tiempo     |
| 1.º | Tejay van Garderen | BMC Racing Team           | 6 min 27 s |
| 2.º | Joey Rosskopf      | BMC Racing Team           | + 4 s      |
| 3.º | Tom Bohli          | BMC Racing Team           | + 6 s      |
| 4.º | Neilson Powless    | LottoNL-Jumbo             | + 7 s      |
| 5.º | Pascal Eenkhoorn   | LottoNL-Jumbo             | + 11 s     |
| 6.º | Serghei Țvetcov    | UnitedHealthcare          | + 11 s     |
| 7.º | Nathan Brown       | EF Education First-Drapac | + 11 s     |
| 8.º | Travis McCabe      | UnitedHealthcare          | + 12 s     |
| 9.º | Evan Huffman       | Rally Cycling             | + 12 s     |
| 10.º | William Clarke     | EF Education First-Drapac | + 12 s     |

| \| Clasificación general \| Clasificación general \| Clasificación general \| Clasificación general \| Clasificación general \| \| Ciclista \| Ciclista \| Equipo \| Tiempo \| \| \| --------------------- \| --------------------- \| ------------------------- \| --------------------- \| --------------------- \| \| 1.º \| Tejay van Garderen \| BMC Racing Team \| 6 min 27 s \| \| \| 2.º \| Joey Rosskopf \| BMC Racing Team \| + 4 s \| \| \| 3.º \| Tom Bohli \| BMC Racing Team \| + 6 s \| \| \| 4.º \| Neilson Powless \| LottoNL-Jumbo \| + 7 s \| \| \| 5.º \| Pascal Eenkhoorn \| LottoNL-Jumbo \| + 11 s \| \| \| 6.º \| Serghei Țvetcov \| UnitedHealthcare \| + 11 s \| \| \| 7.º \| Nathan Brown \| EF Education First-Drapac \| + 11 s \| \| \| 8.º \| Travis McCabe \| UnitedHealthcare \| + 12 s \| \| \| 9.º \| Evan Huffman \| Rally Cycling \| + 12 s \| \| \| 10.º \| William Clarke \| EF Education First-Drapac \| + 12 s \| \| |                    |                           |            |
| |                    |                           |            |
| |                    |                           |            |
| Clasificación general |                    |                           |            |
| Ciclista | Ciclista           | Equipo                    | Tiempo     |
| 1.º | Tejay van Garderen | BMC Racing Team           | 6 min 27 s |
| 2.º | Joey Rosskopf      | BMC Racing Team           | + 4 s      |
| 3.º | Tom Bohli          | BMC Racing Team           | + 6 s      |
| 4.º | Neilson Powless    | LottoNL-Jumbo             | + 7 s      |
| 5.º | Pascal Eenkhoorn   | LottoNL-Jumbo             | + 11 s     |
| 6.º | Serghei Țvetcov    | UnitedHealthcare          | + 11 s     |
| 7.º | Nathan Brown       | EF Education First-Drapac | + 11 s     |
| 8.º | Travis McCabe      | UnitedHealthcare          | + 12 s     |
| 9.º | Evan Huffman       | Rally Cycling             | + 12 s     |
| 10.º | William Clarke     | EF Education First-Drapac | + 12 s     |

### 1.ª etapa
| Cedar City - Cedar City | etapa de montaña | (162,5 km) |

| \| Clasificación de la etapa \| Clasificación de la etapa \| Clasificación de la etapa \| Clasificación de la etapa \| Clasificación de la etapa \| \| Ciclista \| Ciclista \| Equipo \| Tiempo \| \| \| ------------------------- \| ------------------------- \| ------------------------------- \| ------------------------- \| ------------------------- \| \| 1.º \| Travis McCabe \| UnitedHealthcare \| 4 h 17 min 05 s \| \| \| 2.º \| Ulises Castillo \| Jelly Belly-Maxxis \| + 0 s \| \| \| 3.º \| Edwin Ávila \| Israel Cycling Academy \| + 0 s \| \| \| 4.º \| Brent Bookwalter \| BMC Racing Team \| + 0 s \| \| \| 5.º \| Kiel Reijnen \| Trek-Segafredo \| + 0 s \| \| \| 6.º \| Damiano Cima \| Nippo-Vini Fantini-Europa Ovini \| + 0 s \| \| \| 7.º \| Kyle Murphy \| Rally Cycling \| + 0 s \| \| \| 8.º \| Simone Ponzi \| Nippo-Vini Fantini-Europa Ovini \| + 0 s \| \| \| 9.º \| Koen Bouwman \| LottoNL-Jumbo \| + 0 s \| \| \| 10.º \| Michael Rice \| Hagens Berman Axeon \| + 0 s \| \| |                  |                                 |                 |
| |                  |                                 |                 |
| |                  |                                 |                 |
| Clasificación de la etapa |                  |                                 |                 |
| Ciclista | Ciclista         | Equipo                          | Tiempo          |
| 1.º | Travis McCabe    | UnitedHealthcare                | 4 h 17 min 05 s |
| 2.º | Ulises Castillo  | Jelly Belly-Maxxis              | + 0 s           |
| 3.º | Edwin Ávila      | Israel Cycling Academy          | + 0 s           |
| 4.º | Brent Bookwalter | BMC Racing Team                 | + 0 s           |
| 5.º | Kiel Reijnen     | Trek-Segafredo                  | + 0 s           |
| 6.º | Damiano Cima     | Nippo-Vini Fantini-Europa Ovini | + 0 s           |
| 7.º | Kyle Murphy      | Rally Cycling                   | + 0 s           |
| 8.º | Simone Ponzi     | Nippo-Vini Fantini-Europa Ovini | + 0 s           |
| 9.º | Koen Bouwman     | LottoNL-Jumbo                   | + 0 s           |
| 10.º | Michael Rice     | Hagens Berman Axeon             | + 0 s           |

| \| Clasificación general \| Clasificación general \| Clasificación general \| Clasificación general \| Clasificación general \| \| Ciclista \| Ciclista \| Equipo \| Tiempo \| \| \| --------------------- \| --------------------- \| ------------------------- \| --------------------- \| --------------------- \| \| 1.º \| Tejay van Garderen \| BMC Racing Team \| 4 h 23 min 32 s \| \| \| 2.º \| Travis McCabe \| UnitedHealthcare \| + 2 s \| \| \| 3.º \| Joey Rosskopf \| BMC Racing Team \| + 4 s \| \| \| 4.º \| Neilson Powless \| LottoNL-Jumbo \| + 7 s \| \| \| 5.º \| Evan Huffman \| Rally Cycling \| + 10 s \| \| \| 6.º \| Pascal Eenkhoorn \| LottoNL-Jumbo \| + 11 s \| \| \| 7.º \| Serghei Țvetcov \| UnitedHealthcare \| + 11 s \| \| \| 8.º \| Nathan Brown \| EF Education First-Drapac \| + 11 s \| \| \| 9.º \| Koen Bouwman \| LottoNL-Jumbo \| + 13 s \| \| \| 10.º \| Joe Dombrowski \| EF Education First-Drapac \| + 13 s \| \| |                    |                           |                 |
| |                    |                           |                 |
| |                    |                           |                 |
| Clasificación general |                    |                           |                 |
| Ciclista | Ciclista           | Equipo                    | Tiempo          |
| 1.º | Tejay van Garderen | BMC Racing Team           | 4 h 23 min 32 s |
| 2.º | Travis McCabe      | UnitedHealthcare          | + 2 s           |
| 3.º | Joey Rosskopf      | BMC Racing Team           | + 4 s           |
| 4.º | Neilson Powless    | LottoNL-Jumbo             | + 7 s           |
| 5.º | Evan Huffman       | Rally Cycling             | + 10 s          |
| 6.º | Pascal Eenkhoorn   | LottoNL-Jumbo             | + 11 s          |
| 7.º | Serghei Țvetcov    | UnitedHealthcare          | + 11 s          |
| 8.º | Nathan Brown       | EF Education First-Drapac | + 11 s          |
| 9.º | Koen Bouwman       | LottoNL-Jumbo             | + 13 s          |
| 10.º | Joe Dombrowski     | EF Education First-Drapac | + 13 s          |

### 2.ª etapa
| Payson - Payson | etapa de montaña | (142,6 km) |

| \| Clasificación de la etapa \| Clasificación de la etapa \| Clasificación de la etapa \| Clasificación de la etapa \| Clasificación de la etapa \| \| Ciclista \| Ciclista \| Equipo \| Tiempo \| \| \| ------------------------- \| ------------------------- \| ------------------------- \| ------------------------- \| ------------------------- \| \| 1.º \| Sepp Kuss \| LottoNL-Jumbo \| 3 h 25 min 58 s \| \| \| 2.º \| Neilson Powless \| LottoNL-Jumbo \| + 29 s \| \| \| 3.º \| Kyle Murphy \| Rally Cycling \| + 29 s \| \| \| 4.º \| Luis Villalobos \| Aevolo \| + 32 s \| \| \| 5.º \| Ben Hermans \| Israel Cycling Academy \| + 32 s \| \| \| 6.º \| Michael Woods \| EF Education First-Drapac \| + 32 s \| \| \| 7.º \| Brent Bookwalter \| BMC Racing Team \| + 32 s \| \| \| 8.º \| Jack Haig \| Mitchelton-Scott \| + 32 s \| \| \| 9.º \| Gavin Mannion \| UnitedHealthcare \| + 32 s \| \| \| 10.º \| Keegan Swirbul \| Jelly Belly-Maxxis \| + 32 s \| \| |                  |                           |                 |
| |                  |                           |                 |
| |                  |                           |                 |
| Clasificación de la etapa |                  |                           |                 |
| Ciclista | Ciclista         | Equipo                    | Tiempo          |
| 1.º | Sepp Kuss        | LottoNL-Jumbo             | 3 h 25 min 58 s |
| 2.º | Neilson Powless  | LottoNL-Jumbo             | + 29 s          |
| 3.º | Kyle Murphy      | Rally Cycling             | + 29 s          |
| 4.º | Luis Villalobos  | Aevolo                    | + 32 s          |
| 5.º | Ben Hermans      | Israel Cycling Academy    | + 32 s          |
| 6.º | Michael Woods    | EF Education First-Drapac | + 32 s          |
| 7.º | Brent Bookwalter | BMC Racing Team           | + 32 s          |
| 8.º | Jack Haig        | Mitchelton-Scott          | + 32 s          |
| 9.º | Gavin Mannion    | UnitedHealthcare          | + 32 s          |
| 10.º | Keegan Swirbul   | Jelly Belly-Maxxis        | + 32 s          |

| \| Clasificación general \| Clasificación general \| Clasificación general \| Clasificación general \| Clasificación general \| \| Ciclista \| Ciclista \| Equipo \| Tiempo \| \| \| --------------------- \| --------------------- \| ------------------------- \| --------------------- \| --------------------- \| \| 1.º \| Sepp Kuss \| LottoNL-Jumbo \| 7 h 49 min 37 s \| \| \| 2.º \| Neilson Powless \| LottoNL-Jumbo \| + 21 s \| \| \| 3.º \| Tejay van Garderen \| BMC Racing Team \| + 25 s \| \| \| 4.º \| Kyle Murphy \| Rally Cycling \| + 37 s \| \| \| 5.º \| Joe Dombrowski \| EF Education First-Drapac \| + 38 s \| \| \| 6.º \| Gavin Mannion \| UnitedHealthcare \| + 38 s \| \| \| 7.º \| Hugh Carthy \| EF Education First-Drapac \| + 38 s \| \| \| 8.º \| Michael Woods \| EF Education First-Drapac \| + 39 s \| \| \| 9.º \| Jack Haig \| Mitchelton-Scott \| + 40 s \| \| \| 10.º \| Brent Bookwalter \| BMC Racing Team \| + 40 s \| \| |                    |                           |                 |
| |                    |                           |                 |
| |                    |                           |                 |
| Clasificación general |                    |                           |                 |
| Ciclista | Ciclista           | Equipo                    | Tiempo          |
| 1.º | Sepp Kuss          | LottoNL-Jumbo             | 7 h 49 min 37 s |
| 2.º | Neilson Powless    | LottoNL-Jumbo             | + 21 s          |
| 3.º | Tejay van Garderen | BMC Racing Team           | + 25 s          |
| 4.º | Kyle Murphy        | Rally Cycling             | + 37 s          |
| 5.º | Joe Dombrowski     | EF Education First-Drapac | + 38 s          |
| 6.º | Gavin Mannion      | UnitedHealthcare          | + 38 s          |
| 7.º | Hugh Carthy        | EF Education First-Drapac | + 38 s          |
| 8.º | Michael Woods      | EF Education First-Drapac | + 39 s          |
| 9.º | Jack Haig          | Mitchelton-Scott          | + 40 s          |
| 10.º | Brent Bookwalter   | BMC Racing Team           | + 40 s          |

### 3.ª etapa
| Isla Antílope - Layton | etapa de media montaña | (167,4 km) |

| \| Clasificación de la etapa \| Clasificación de la etapa \| Clasificación de la etapa \| Clasificación de la etapa \| Clasificación de la etapa \| \| Ciclista \| Ciclista \| Equipo \| Tiempo \| \| \| ------------------------- \| ------------------------- \| ------------------------------- \| ------------------------- \| ------------------------- \| \| 1.º \| Travis McCabe \| UnitedHealthcare \| 4 h 17 min 05 s \| \| \| 2.º \| Ulises Castillo \| Jelly Belly-Maxxis \| + 0 s \| \| \| 3.º \| Edwin Ávila \| Israel Cycling Academy \| + 0 s \| \| \| 4.º \| Brent Bookwalter \| BMC Racing Team \| + 0 s \| \| \| 5.º \| Kiel Reijnen \| Trek-Segafredo \| + 0 s \| \| \| 6.º \| Damiano Cima \| Nippo-Vini Fantini-Europa Ovini \| + 0 s \| \| \| 7.º \| Kyle Murphy \| Rally Cycling \| + 0 s \| \| \| 8.º \| Simone Ponzi \| Nippo-Vini Fantini-Europa Ovini \| + 0 s \| \| \| 9.º \| Koen Bouwman \| LottoNL-Jumbo \| + 0 s \| \| \| 10.º \| Michael Rice \| Hagens Berman Axeon \| + 0 s \| \| |                  |                                 |                 |
| |                  |                                 |                 |
| |                  |                                 |                 |
| Clasificación de la etapa |                  |                                 |                 |
| Ciclista | Ciclista         | Equipo                          | Tiempo          |
| 1.º | Travis McCabe    | UnitedHealthcare                | 4 h 17 min 05 s |
| 2.º | Ulises Castillo  | Jelly Belly-Maxxis              | + 0 s           |
| 3.º | Edwin Ávila      | Israel Cycling Academy          | + 0 s           |
| 4.º | Brent Bookwalter | BMC Racing Team                 | + 0 s           |
| 5.º | Kiel Reijnen     | Trek-Segafredo                  | + 0 s           |
| 6.º | Damiano Cima     | Nippo-Vini Fantini-Europa Ovini | + 0 s           |
| 7.º | Kyle Murphy      | Rally Cycling                   | + 0 s           |
| 8.º | Simone Ponzi     | Nippo-Vini Fantini-Europa Ovini | + 0 s           |
| 9.º | Koen Bouwman     | LottoNL-Jumbo                   | + 0 s           |
| 10.º | Michael Rice     | Hagens Berman Axeon             | + 0 s           |

| \| Clasificación general \| Clasificación general \| Clasificación general \| Clasificación general \| Clasificación general \| \| Ciclista \| Ciclista \| Equipo \| Tiempo \| \| \| --------------------- \| --------------------- \| ------------------------- \| --------------------- \| --------------------- \| \| 1.º \| Sepp Kuss \| LottoNL-Jumbo \| 11 h 54 min 24 s \| \| \| 2.º \| Neilson Powless \| LottoNL-Jumbo \| + 19 s \| \| \| 3.º \| Tejay van Garderen \| BMC Racing Team \| + 25 s \| \| \| 4.º \| Michael Woods \| EF Education First-Drapac \| + 36 s \| \| \| 5.º \| Kyle Murphy \| Rally Cycling \| + 37 s \| \| \| 6.º \| Joe Dombrowski \| EF Education First-Drapac \| + 38 s \| \| \| 7.º \| Gavin Mannion \| UnitedHealthcare \| + 38 s \| \| \| 8.º \| Hugh Carthy \| EF Education First-Drapac \| + 38 s \| \| \| 9.º \| Jack Haig \| Mitchelton-Scott \| + 40 s \| \| \| 10.º \| Brent Bookwalter \| BMC Racing Team \| + 40 s \| \| |                    |                           |                  |
| |                    |                           |                  |
| |                    |                           |                  |
| Clasificación general |                    |                           |                  |
| Ciclista | Ciclista           | Equipo                    | Tiempo           |
| 1.º | Sepp Kuss          | LottoNL-Jumbo             | 11 h 54 min 24 s |
| 2.º | Neilson Powless    | LottoNL-Jumbo             | + 19 s           |
| 3.º | Tejay van Garderen | BMC Racing Team           | + 25 s           |
| 4.º | Michael Woods      | EF Education First-Drapac | + 36 s           |
| 5.º | Kyle Murphy        | Rally Cycling             | + 37 s           |
| 6.º | Joe Dombrowski     | EF Education First-Drapac | + 38 s           |
| 7.º | Gavin Mannion      | UnitedHealthcare          | + 38 s           |
| 8.º | Hugh Carthy        | EF Education First-Drapac | + 38 s           |
| 9.º | Jack Haig          | Mitchelton-Scott          | + 40 s           |
| 10.º | Brent Bookwalter   | BMC Racing Team           | + 40 s           |

### 4.ª etapa
| Salt Lake City - Salt Lake City | etapa escarpada | (110,1 km) |

| \| Clasificación de la etapa \| Clasificación de la etapa \| Clasificación de la etapa \| Clasificación de la etapa \| Clasificación de la etapa \| \| Ciclista \| Ciclista \| Equipo \| Tiempo \| \| \| ------------------------- \| ------------------------- \| ------------------------- \| ------------------------- \| ------------------------- \| \| 1.º \| Jasper Philipsen \| Hagens Berman Axeon \| 2 h 35 min 04 s \| \| \| 2.º \| Travis McCabe \| UnitedHealthcare \| + 0 s \| \| \| 3.º \| Kiel Reijnen \| Trek-Segafredo \| + 0 s \| \| \| 4.º \| Sam Bassetti \| Elevate-KHS Pro Cycling \| + 0 s \| \| \| 5.º \| Edwin Ávila \| Israel Cycling Academy \| + 0 s \| \| \| 6.º \| Brent Bookwalter \| BMC Racing Team \| + 0 s \| \| \| 7.º \| Nicola Conci \| Trek-Segafredo \| + 0 s \| \| \| 8.º \| Sean Bennett \| Hagens Berman Axeon \| + 0 s \| \| \| 9.º \| Ulises Castillo \| Jelly Belly-Maxxis \| + 0 s \| \| \| 10.º \| Sepp Kuss \| LottoNL-Jumbo \| + 0 s \| \| |                  |                         |                 |
| |                  |                         |                 |
| |                  |                         |                 |
| Clasificación de la etapa |                  |                         |                 |
| Ciclista | Ciclista         | Equipo                  | Tiempo          |
| 1.º | Jasper Philipsen | Hagens Berman Axeon     | 2 h 35 min 04 s |
| 2.º | Travis McCabe    | UnitedHealthcare        | + 0 s           |
| 3.º | Kiel Reijnen     | Trek-Segafredo          | + 0 s           |
| 4.º | Sam Bassetti     | Elevate-KHS Pro Cycling | + 0 s           |
| 5.º | Edwin Ávila      | Israel Cycling Academy  | + 0 s           |
| 6.º | Brent Bookwalter | BMC Racing Team         | + 0 s           |
| 7.º | Nicola Conci     | Trek-Segafredo          | + 0 s           |
| 8.º | Sean Bennett     | Hagens Berman Axeon     | + 0 s           |
| 9.º | Ulises Castillo  | Jelly Belly-Maxxis      | + 0 s           |
| 10.º | Sepp Kuss        | LottoNL-Jumbo           | + 0 s           |

| \| Clasificación general \| Clasificación general \| Clasificación general \| Clasificación general \| Clasificación general \| \| Ciclista \| Ciclista \| Equipo \| Tiempo \| \| \| --------------------- \| --------------------- \| ------------------------- \| --------------------- \| --------------------- \| \| 1.º \| Sepp Kuss \| LottoNL-Jumbo \| 14 h 29 min 28 s \| \| \| 2.º \| Neilson Powless \| LottoNL-Jumbo \| + 19 s \| \| \| 3.º \| Tejay van Garderen \| BMC Racing Team \| + 25 s \| \| \| 4.º \| Michael Woods \| EF Education First-Drapac \| + 36 s \| \| \| 5.º \| Kyle Murphy \| Rally Cycling \| + 37 s \| \| \| 6.º \| Joe Dombrowski \| EF Education First-Drapac \| + 38 s \| \| \| 7.º \| Gavin Mannion \| UnitedHealthcare \| + 38 s \| \| \| 8.º \| Hugh Carthy \| EF Education First-Drapac \| + 38 s \| \| \| 9.º \| Jack Haig \| Mitchelton-Scott \| + 40 s \| \| \| 10.º \| Brent Bookwalter \| BMC Racing Team \| + 40 s \| \| |                    |                           |                  |
| |                    |                           |                  |
| |                    |                           |                  |
| Clasificación general |                    |                           |                  |
| Ciclista | Ciclista           | Equipo                    | Tiempo           |
| 1.º | Sepp Kuss          | LottoNL-Jumbo             | 14 h 29 min 28 s |
| 2.º | Neilson Powless    | LottoNL-Jumbo             | + 19 s           |
| 3.º | Tejay van Garderen | BMC Racing Team           | + 25 s           |
| 4.º | Michael Woods      | EF Education First-Drapac | + 36 s           |
| 5.º | Kyle Murphy        | Rally Cycling             | + 37 s           |
| 6.º | Joe Dombrowski     | EF Education First-Drapac | + 38 s           |
| 7.º | Gavin Mannion      | UnitedHealthcare          | + 38 s           |
| 8.º | Hugh Carthy        | EF Education First-Drapac | + 38 s           |
| 9.º | Jack Haig          | Mitchelton-Scott          | + 40 s           |
| 10.º | Brent Bookwalter   | BMC Racing Team           | + 40 s           |

### 5.ª etapa
| Canyons Resort - Snowbird | etapa de montaña | (152,6 km) |

| \| Clasificación de la etapa \| Clasificación de la etapa \| Clasificación de la etapa \| Clasificación de la etapa \| Clasificación de la etapa \| \| Ciclista \| Ciclista \| Equipo \| Tiempo \| \| \| ------------------------- \| ------------------------- \| ------------------------- \| ------------------------- \| ------------------------- \| \| 1.º \| Sepp Kuss \| LottoNL-Jumbo \| 4 h 02 min 32 s \| \| \| 2.º \| Ben Hermans \| Israel Cycling Academy \| + 39 s \| \| \| 3.º \| Peter Stetina \| Trek-Segafredo \| + 1 min 18 s \| \| \| 4.º \| Rob Britton \| Rally Cycling \| + 1 min 27 s \| \| \| 5.º \| Jack Haig \| Mitchelton-Scott \| + 1 min 27 s \| \| \| 6.º \| Joe Dombrowski \| EF Education First-Drapac \| + 1 min 27 s \| \| \| 7.º \| Hugh Carthy \| EF Education First-Drapac \| + 1 min 27 s \| \| \| 8.º \| Luis Villalobos \| Aevolo \| + 1 min 43 s \| \| \| 9.º \| Brent Bookwalter \| BMC Racing Team \| + 1 min 47 s \| \| \| 10.º \| Michael Woods \| EF Education First-Drapac \| + 2 min 04 s \| \| |                  |                           |                 |
| |                  |                           |                 |
| |                  |                           |                 |
| Clasificación de la etapa |                  |                           |                 |
| Ciclista | Ciclista         | Equipo                    | Tiempo          |
| 1.º | Sepp Kuss        | LottoNL-Jumbo             | 4 h 02 min 32 s |
| 2.º | Ben Hermans      | Israel Cycling Academy    | + 39 s          |
| 3.º | Peter Stetina    | Trek-Segafredo            | + 1 min 18 s    |
| 4.º | Rob Britton      | Rally Cycling             | + 1 min 27 s    |
| 5.º | Jack Haig        | Mitchelton-Scott          | + 1 min 27 s    |
| 6.º | Joe Dombrowski   | EF Education First-Drapac | + 1 min 27 s    |
| 7.º | Hugh Carthy      | EF Education First-Drapac | + 1 min 27 s    |
| 8.º | Luis Villalobos  | Aevolo                    | + 1 min 43 s    |
| 9.º | Brent Bookwalter | BMC Racing Team           | + 1 min 47 s    |
| 10.º | Michael Woods    | EF Education First-Drapac | + 2 min 04 s    |

| \| Clasificación general \| Clasificación general \| Clasificación general \| Clasificación general \| Clasificación general \| \| Ciclista \| Ciclista \| Equipo \| Tiempo \| \| \| --------------------- \| --------------------- \| ------------------------- \| --------------------- \| --------------------- \| \| 1.º \| Sepp Kuss \| LottoNL-Jumbo \| 18 h 32 min 00 s \| \| \| 2.º \| Ben Hermans \| Israel Cycling Academy \| + 1 min 21 s \| \| \| 3.º \| Joe Dombrowski \| EF Education First-Drapac \| + 2 min 05 s \| \| \| 4.º \| Hugh Carthy \| EF Education First-Drapac \| + 2 min 05 s \| \| \| 5.º \| Jack Haig \| Mitchelton-Scott \| + 2 min 07 s \| \| \| 6.º \| Brent Bookwalter \| BMC Racing Team \| + 2 min 27 s \| \| \| 7.º \| Luis Villalobos \| Aevolo \| + 2 min 33 s \| \| \| 8.º \| Michael Woods \| EF Education First-Drapac \| + 2 min 40 s \| \| \| 9.º \| Keegan Swirbul \| Jelly Belly-Maxxis \| + 3 min 01 s \| \| \| 10.º \| Peter Stetina \| Trek-Segafredo \| + 3 min 17 s \| \| |                  |                           |                  |
| |                  |                           |                  |
| |                  |                           |                  |
| Clasificación general |                  |                           |                  |
| Ciclista | Ciclista         | Equipo                    | Tiempo           |
| 1.º | Sepp Kuss        | LottoNL-Jumbo             | 18 h 32 min 00 s |
| 2.º | Ben Hermans      | Israel Cycling Academy    | + 1 min 21 s     |
| 3.º | Joe Dombrowski   | EF Education First-Drapac | + 2 min 05 s     |
| 4.º | Hugh Carthy      | EF Education First-Drapac | + 2 min 05 s     |
| 5.º | Jack Haig        | Mitchelton-Scott          | + 2 min 07 s     |
| 6.º | Brent Bookwalter | BMC Racing Team           | + 2 min 27 s     |
| 7.º | Luis Villalobos  | Aevolo                    | + 2 min 33 s     |
| 8.º | Michael Woods    | EF Education First-Drapac | + 2 min 40 s     |
| 9.º | Keegan Swirbul   | Jelly Belly-Maxxis        | + 3 min 01 s     |
| 10.º | Peter Stetina    | Trek-Segafredo            | + 3 min 17 s     |

### 6.ª etapa
| Park City - Park City | etapa de montaña | (123,4 km) |

| \| Clasificación de la etapa \| Clasificación de la etapa \| Clasificación de la etapa \| Clasificación de la etapa \| Clasificación de la etapa \| \| Ciclista \| Ciclista \| Equipo \| Tiempo \| \| \| ------------------------- \| ------------------------- \| ------------------------- \| ------------------------- \| ------------------------- \| \| 1.º \| Sepp Kuss \| LottoNL-Jumbo \| 3 h 09 min 22 s \| \| \| 2.º \| Brent Bookwalter \| BMC Racing Team \| + 8 s \| \| \| 3.º \| Jack Haig \| Mitchelton-Scott \| + 8 s \| \| \| 4.º \| Hugh Carthy \| EF Education First-Drapac \| + 27 s \| \| \| 5.º \| Keegan Swirbul \| Jelly Belly-Maxxis \| + 28 s \| \| \| 6.º \| Ben Hermans \| Israel Cycling Academy \| + 38 s \| \| \| 7.º \| Joe Dombrowski \| EF Education First-Drapac \| + 43 s \| \| \| 8.º \| Luis Villalobos \| Aevolo \| + 1 min 14 s \| \| \| 9.º \| Nathan Brown \| EF Education First-Drapac \| + 1 min 14 s \| \| \| 10.º \| Nicola Conci \| Trek-Segafredo \| + 1 min 15 s \| \| |                  |                           |                 |
| |                  |                           |                 |
| |                  |                           |                 |
| Clasificación de la etapa |                  |                           |                 |
| Ciclista | Ciclista         | Equipo                    | Tiempo          |
| 1.º | Sepp Kuss        | LottoNL-Jumbo             | 3 h 09 min 22 s |
| 2.º | Brent Bookwalter | BMC Racing Team           | + 8 s           |
| 3.º | Jack Haig        | Mitchelton-Scott          | + 8 s           |
| 4.º | Hugh Carthy      | EF Education First-Drapac | + 27 s          |
| 5.º | Keegan Swirbul   | Jelly Belly-Maxxis        | + 28 s          |
| 6.º | Ben Hermans      | Israel Cycling Academy    | + 38 s          |
| 7.º | Joe Dombrowski   | EF Education First-Drapac | + 43 s          |
| 8.º | Luis Villalobos  | Aevolo                    | + 1 min 14 s    |
| 9.º | Nathan Brown     | EF Education First-Drapac | + 1 min 14 s    |
| 10.º | Nicola Conci     | Trek-Segafredo            | + 1 min 15 s    |

## Clasificaciones
Las clasificaciones finalizaron de la siguiente forma:

### Clasificación general
| \| Clasificación general \| Clasificación general \| Clasificación general \| Clasificación general \| Clasificación general \| \| Ciclista \| Ciclista \| Equipo \| Tiempo \| \| \| --------------------- \| --------------------- \| ------------------------- \| --------------------- \| --------------------- \| \| 1.º \| Sepp Kuss \| LottoNL-Jumbo \| 21 h 41 min 12 s \| \| \| 2.º \| Ben Hermans \| Israel Cycling Academy \| + 2 min 09 s \| \| \| 3.º \| Jack Haig \| Mitchelton-Scott \| + 2 min 21 s \| \| \| 4.º \| Brent Bookwalter \| BMC Racing Team \| + 2 min 39 s \| \| \| 5.º \| Hugh Carthy \| EF Education First-Drapac \| + 2 min 42 s \| \| \| 6.º \| Joe Dombrowski \| EF Education First-Drapac \| + 2 min 58 s \| \| \| 7.º \| Keegan Swirbul \| Jelly Belly-Maxxis \| + 3 min 39 s \| \| \| 8.º \| Luis Villalobos \| Aevolo \| + 3 min 57 s \| \| \| 9.º \| Michael Woods \| EF Education First-Drapac \| + 4 min 38 s \| \| \| 10.º \| Peter Stetina \| Trek-Segafredo \| + 5 min 50 s \| \| |                  |                           |                  |
| |                  |                           |                  |
| Fuente: ProCyclingStats |                  |                           |                  |
| Clasificación general |                  |                           |                  |
| Ciclista | Ciclista         | Equipo                    | Tiempo           |
| 1.º | Sepp Kuss        | LottoNL-Jumbo             | 21 h 41 min 12 s |
| 2.º | Ben Hermans      | Israel Cycling Academy    | + 2 min 09 s     |
| 3.º | Jack Haig        | Mitchelton-Scott          | + 2 min 21 s     |
| 4.º | Brent Bookwalter | BMC Racing Team           | + 2 min 39 s     |
| 5.º | Hugh Carthy      | EF Education First-Drapac | + 2 min 42 s     |
| 6.º | Joe Dombrowski   | EF Education First-Drapac | + 2 min 58 s     |
| 7.º | Keegan Swirbul   | Jelly Belly-Maxxis        | + 3 min 39 s     |
| 8.º | Luis Villalobos  | Aevolo                    | + 3 min 57 s     |
| 9.º | Michael Woods    | EF Education First-Drapac | + 4 min 38 s     |
| 10.º | Peter Stetina    | Trek-Segafredo            | + 5 min 50 s     |

### Clasificación por puntos
| Clasificación por puntos | Clasificación por puntos | Clasificación por puntos | Clasificación por puntos | Clasificación por puntos |
| Ciclista                 | Ciclista                 | Equipo                   | Puntos                   |                          |
| ------------------------ | ------------------------ | ------------------------ | ------------------------ | ------------------------ |
| 1.º                      | Travis McCabe            | UnitedHealthcare         | 55 pts                   |                          |
| 2.º                      | Ulises Castillo          | Jelly Belly-Maxxis       | 33 pts                   |                          |
| 3.º                      | Sepp Kuss                | LottoNL-Jumbo            | 31 pts                   |                          |
| 4.º                      | Brent Bookwalter         | BMC Racing Team          | 28 pts                   |                          |
| 5.º                      | Jasper Philipsen         | Hagens Berman Axeon      | 27 pts                   |                          |
| 6.º                      | Neilson Powless          | LottoNL-Jumbo            | 20 pts                   |                          |
| 7.º                      | Kiel Reijnen             | Trek-Segafredo           | 18 pts                   |                          |
| 8.º                      | Kyle Murphy              | Rally Cycling            | 14 pts                   |                          |
| 9.º                      | Jack Haig                | Mitchelton-Scott         | 13 pts                   |                          |
| 10.º                     | Ben Hermans              | Israel Cycling Academy   | 11 pts                   |                          |

### Clasificación de la montaña
| Clasificación de la montaña | Clasificación de la montaña | Clasificación de la montaña | Clasificación de la montaña | Clasificación de la montaña |
| Ciclista                    | Ciclista                    | Equipo                      | Puntos                      |                             |
| --------------------------- | --------------------------- | --------------------------- | --------------------------- | --------------------------- |
| 1.º                         | Sepp Kuss                   | LottoNL-Jumbo               | 34 pts                      |                             |
| 2.º                         | Daniel Jaramillo            | UnitedHealthcare            | 27 pts                      |                             |
| 3.º                         | Hugh Carthy                 | EF Education First-Drapac   | 23 pts                      |                             |
| 4.º                         | Jack Haig                   | Mitchelton-Scott            | 18 pts                      |                             |
| 5.º                         | Joe Dombrowski              | EF Education First-Drapac   | 16 pts                      |                             |
| 6.º                         | Ben Hermans                 | Israel Cycling Academy      | 15 pts                      |                             |
| 7.º                         | Tony Baca                   | 303Project                  | 13 pts                      |                             |
| 8.º                         | Daan Olivier                | LottoNL-Jumbo               | 13 pts                      |                             |
| 9.º                         | Griffin Easter              | 303Project                  | 13 pts                      |                             |
| 10.º                        | Evan Huffman                | Rally Cycling               | 12 pts                      |                             |

### Clasificación de los jóvenes
| Clasificación del mejor joven | Clasificación del mejor joven | Clasificación del mejor joven | Clasificación del mejor joven | Clasificación del mejor joven |
| Ciclista                      | Ciclista                      | Equipo                        | Tiempo                        |                               |
| ----------------------------- | ----------------------------- | ----------------------------- | ----------------------------- | ----------------------------- |
| 1.º                           | Luis Villalobos               | Aevolo                        | 21 h 45 min 09 s              |                               |
| 2.º                           | Nicola Conci                  | Trek-Segafredo                | + 4 min 05 s                  |                               |
| 3.º                           | Neilson Powless               | LottoNL-Jumbo                 | + 4 min 28 s                  |                               |
| 4.º                           | Alex Hoehn                    |                               | + 9 min 32 s                  |                               |
| 5.º                           | Angus Lyons                   | Mobius-BridgeLane             | + 10 min 01 s                 |                               |
| 6.º                           | Sean Bennett                  | Hagens Berman Axeon           | + 11 min 24 s                 |                               |
| 7.º                           | Nickolas Zukowsky             | Silber Pro Cycling            | + 11 min 29 s                 |                               |
| 8.º                           | Edward Anderson               | Hagens Berman Axeon           | + 13 min 23 s                 |                               |
| 9.º                           | Michel Ries                   | Trek-Segafredo                | + 17 min 07 s                 |                               |
| 10.º                          | Gage Hecht                    | Aevolo                        | + 24 min 38 s                 |                               |

### Clasificación por equipos
| Clasificación por equipos | Clasificación por equipos                | Clasificación por equipos | Clasificación por equipos |
| Equipo                    | Equipo                                   | Tiempo                    |                           |
| ------------------------- | ---------------------------------------- | ------------------------- | ------------------------- |
| 1.º                       | EF Education First-Drapac p/b Cannondale | 65 h 13 min 19 s          |                           |
| 2.º                       | BMC Racing Team                          | + 11 min 19 s             |                           |
| 3.º                       | Trek-Segafredo                           | + 22 min 26 s             |                           |
| 4.º                       | Lotto NL-Jumbo                           | + 33 min 27 s             |                           |
| 5.º                       | Aevolo                                   | + 36 min 18 s             |                           |
| 6.º                       | UnitedHealthcare                         | + 43 min 06 s             |                           |
| 7.º                       | Jelly Belly p/b Maxxis                   | + 47 min 39 s             |                           |
| 8.º                       | Rally Cycling                            | + 48 min 03 s             |                           |
| 9.º                       | Hagens Berman Axeon                      | + 1 h 00 min 14 s         |                           |
| 10.º                      | 303Project                               | + 1 h 12 min 07 s         |                           |

## Evolución de las clasificaciones
| Etapa                   | Vencedor                | Clasificación general | Clasificación de las metas volantes | Clasificación de la montaña | Clasificación de los jóvenes | Clasificación de la combatividad | Clasificación por equipos |
| ----------------------- | ----------------------- | --------------------- | ----------------------------------- | --------------------------- | ---------------------------- | -------------------------------- | ------------------------- |
| Prólogo                 | Tejay van Garderen      | Tejay van Garderen    | Joey Rosskopf                       | Tom Bohli                   | Neilson Powless              | Pascal Eenkhoorn                 | BMC Racing                |
| 1.ª                     | Travis McCabe           | Tejay van Garderen    | Travis McCabe                       | Daan Olivier                | Neilson Powless              | Evan Huffman                     | BMC Racing                |
| 2.ª                     | Sepp Kuss               | Sepp Kuss             | Travis McCabe                       | Daan Olivier                | Neilson Powless              | Griffin Easter                   | EF Education First-Drapac |
| 3.ª                     | Travis McCabe           | Sepp Kuss             | Travis McCabe                       | Daan Olivier                | Neilson Powless              | Rob Britton                      | EF Education First-Drapac |
| 4.ª                     | Jasper Philipsen        | Sepp Kuss             | Travis McCabe                       | Daan Olivier                | Neilson Powless              | Jonathan Clarke                  | EF Education First-Drapac |
| 5.ª                     | Sepp Kuss               | Sepp Kuss             | Travis McCabe                       | Sepp Kuss                   | Luis Villalobos              | Kilian Frankiny                  | EF Education First-Drapac |
| 6.ª                     | Sepp Kuss               | Sepp Kuss             | Travis McCabe                       | Sepp Kuss                   | Luis Villalobos              | Nathan Brown                     | EF Education First-Drapac |
| Clasificaciones finales | Clasificaciones finales | Sepp Kuss             | Travis McCabe                       | Sepp Kuss                   | Luis Villalobos              |                                  | EF Education First-Drapac |

## UCI World Ranking
El Tour de Utah otorga puntos para el UCI America Tour 2018 y el UCI World Ranking, este último para corredores de los equipos en las categorías UCI WorldTeam, Profesional Continental y Equipos Continentales. Las siguientes tablas muestran el baremo de puntuación y los 10 corredores que obtuvieron más puntos:
| Posición              | 1.º | 2.º | 3.º | 4.º | 5.º | 6.º | 7.º | 8.º | 9.º | 10.º | 11.º | 12.º | 13.º | 14.º | 15.º | 16.º-30.º | 31.º-40.º |
| Clasificación general | 200 | 150 | 125 | 100 | 85  | 70  | 60  | 50  | 40  | 35   | 30   | 25   | 20   | 15   | 10   | 5         | 3         |
| Por etapa             | 20  | 10  | 5   |     |     |     |     |     |     |      |      |      |      |      |      |           |           |
| Líder                 | 5   |     |     |     |     |     |     |     |     |      |      |      |      |      |      |           |           |

| Clasificación | Clasificación    | Clasificación             | Clasificación | Clasificación | Clasificación | Clasificación |
| Posición      | Ciclista         | Equipo                    | General       | Etapa         | Líder         | Total         |
| ------------- | ---------------- | ------------------------- | ------------- | ------------- | ------------- | ------------- |
| 1.º           | Sepp Kuss        | LottoNL-Jumbo             | 200           | 60            | 20            | 280           |
| 2.º           | Ben Hermans      | Israel Cycling Academy    | 150           | 10            | -             | 160           |
| 3.º           | Jack Haig        | Mitchelton-Scott          | 125           | 5             | -             | 130           |
| 4.º           | Brent Bookwalter | BMC Racing                | 100           | 10            | -             | 110           |
| 5.º           | Hugh Carthy      | EF Education First-Drapac | 85            | -             | -             | 85            |
| 6.º           | Joe Dombrowski   | EF Education First-Drapac | 70            | -             | -             | 70            |
| 7.º           | Keegan Swirbul   | Jelly Belly p/b Maxxis    | 60            | -             | -             | 60            |
| 8.º           | Luis Villalobos  | Aevolo                    | 50            | -             | -             | 50            |
| 9.º           | Travis McCabe    | UnitedHealthcare          | -             | 50            | -             | 50            |
| 10.º          | Michael Woods    | EF Education First-Drapac | 40            | -             | -             | 40            |